# Atari-computerspelkerkhof

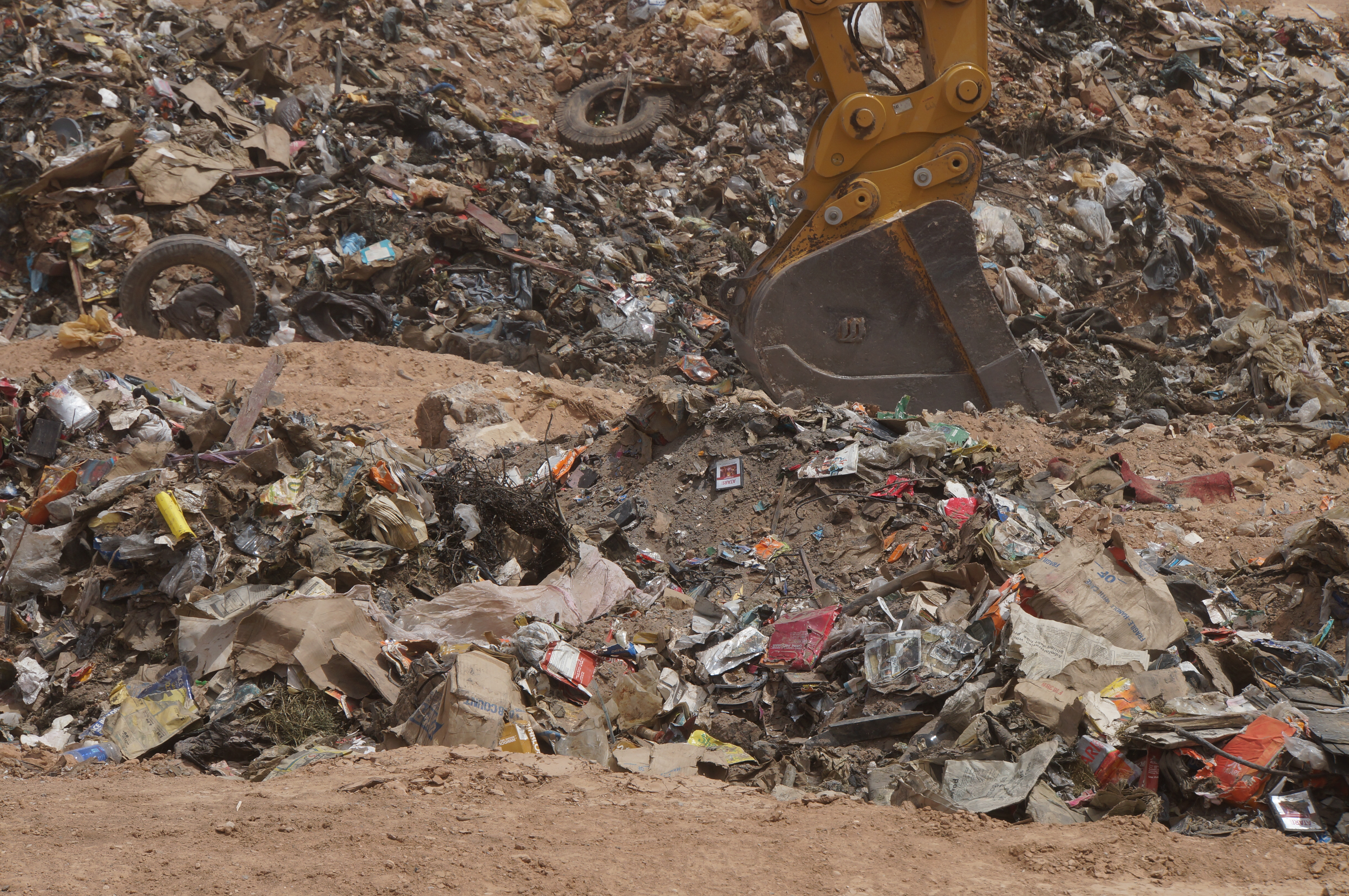
Opgravingen in Alamogordo

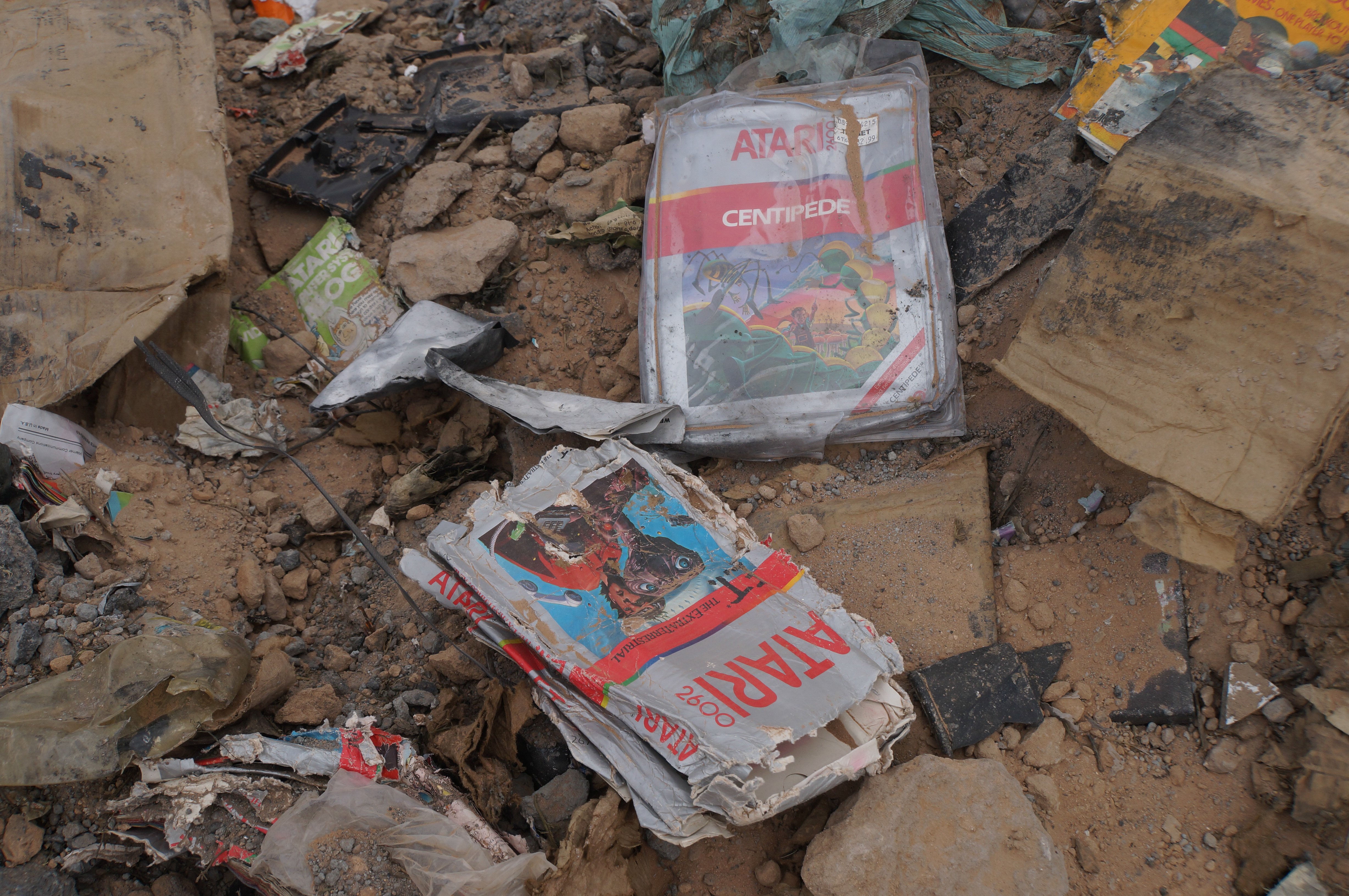
Spellen als E.T. the Extra-Terrestrial en Centipede werden toen opgegraven.

Op het Atari-computerspelkerkhof in Alamogordo te New Mexico werd in 1983 een groot aantal onverkochte spelcartridges en spelconsoles begraven. Jarenlang werd verondersteld dat er onder andere zo'n 3,5 miljoen cartridges van het geflopte E.T.-spel en mogelijk ook miljoenen van het overgeproduceerde Pac-Man-spel voor Atari 2600 waren gedumpt.
Hoewel het verhaal lange tijd werd afgedaan als een verzinsel, werd op 26 april 2014 bekendgemaakt dat er bij een opgraving wel degelijk Atari-cartridges waren gevonden. Deze werden destijds begraven door voormalig Atari-medewerker James Heller, die de opdracht kreeg van het bedrijf om 750.000 cartridges zo snel en goedkoop als mogelijk te lozen. Gedurende de 31 jaar aan speculatie over het al dan niet bestaan van het kerkhof, werd het verhaal een cultureel icoon en herinnering aan de Noord-Amerikaanse videospelrecessie in 1983, het desastreuze fiscale jaar van Atari en faillissement en verkoop van het bedrijf.

## Achtergrond

### Financiële moeilijkheden
Atari werd in 1976 gekocht door Warner Communications voor 28 miljoen Amerikaanse dollars. Atari domineerde toen de markt en 80% van alle computerspellen was van dit bedrijf. Atari was goed voor 50% van de omzet van Warner Communications en tussen 65 en 70% van de winst. In het laatste kwartaal van 1982 werd een groei met nogmaals 50% verwacht.
Op 7 december 1982 bleek echter dat Atari slechts tussen de 10 à 15% was gegroeid. De volgende dag kreeg het aandeel zware klappen en verloor een derde van zijn waarde. Eind 1982 was het aandeel 56% minder waard. Ray Kassar, Atari's CEO, werd aangeklaagd omdat hij zou handelen met voorkennis: hij verkocht vijfduizend aandelen van Warner een half uur voor het kwartaalresultaat kenbaar werd gemaakt. Hoewel hij vrijgesproken werd, nam hij ontslag in juli 1983.

### Tegenvallende verkoop
Atari verkreeg een licentie van Namco om hun Pac-Man-spel te porten naar Atari 2600. Het bedrijf was ervan overtuigd dat consumenten zelfs een Atari 2600 zouden kopen om het spel te spelen. Dat was ook de reden dat er 12 miljoen Pac-Man-cartridges werden gemaakt, terwijl er maar een goede 10 miljoen Atari 2600-spelconsoles in gebruik waren. Het bedrijf verwachtte een opbrengst van 500 miljoen Amerikaanse dollar voor de cartridge en nog enkele miljoenen van de verkoop van de spelconsole. Het spel kreeg echter slechte recensies omdat het visueel en auditief sterk afweek van het origineel. Hoewel een recordverkoop van 7,7 miljoen cartridges werd behaald, bleef Atari zitten met de overige miljoenen onverkochte exemplaren. Ook de verwachte verkoop van de spelconsole bleef uit.
Rond dezelfde periode bracht Atari ook het E.T.-computerspel uit, gebaseerd op de gelijknamige film. Hiervoor betaalde Atari tussen de 20 en 25 miljoen Amerikaanse dollar aan Universal Pictures voor de licentie. Dit was ook een van de eerste spellen die vooraf niet beschikbaar waren op een arcadekast. Atari produceerde 5 miljoen cartridges. Het spel flopte met een verkoop van uiteindelijk slechts 1,5 miljoen exemplaren en wordt gezien als een van de slechtste spellen ooit gemaakt.
Door de slechte verkoop van deze twee spellen zat Atari met circa 8 miljoen onverkochte cartridges.

## Dumping en legendevorming
In september 1983 berichtte de krant Alamogordo Daily News over een tiental trucks die allerhande Atari-materialen gedumpt zouden hebben in Alamogordo. De chauffeurs zouden hebben beweerd dat men onverkochte cartridges dumpte omdat de Atari 2600 aan het einde van zijn leven was en vervangen werd door de Atari 5200. Volgens Bruce Enten, een vertegenwoordiger van Atari, ging het over allerhande defecte Atari-componenten. 
Op 28 september 1983 kwam The New York Times met het bericht dat Atari had bevestigd dat de onderdelen afkomstig waren uit een Atari-fabriek in El Paso die was gesloten. Het artikel vermeldt niet welke specifieke spellen er werden gedumpt en of er verband is met het geflopte E.T.-spel. De krant Alamogordo News bracht wel een artikel met als titel City to Atari: 'E.T.' trash go home, maar vermeldt in het artikel nergens dat de dumping specifiek verband houdt met het E.T.-spel.
Deze berichten gaven echter voeding aan het gerucht dat de 3,5 miljoen onverkochte E.T.-spellen in Alamogordo waren gedumpt. Ook gingen er geruchten dat de stortplaats de prototypes van de Atari Mindlink zou herbergen. Op 29 september 1983 werd een grote betonlaag gestort over het afval. De werfleider gaf als uitleg dat men niet wou dat kinderen tussen het afval gingen spelen en het veiliger was om alles onder beton te begraven en dat er naar alle waarschijnlijkheid geen verdere dumpingen zouden plaatsvinden.
Vanwege onvolledige en tegenstrijdige informatie werd het incident afgedaan als een verzinsel. In oktober 2004 zei Howard Scott Warshaw, de programmeur van het E.T.-spel, dat de vernietiging van de miljoenen cartridges meer dan waarschijnlijk nooit heeft plaatsgevonden. Hij was van mening dat Atari geen goede verdeelsleutel had en er geen rekening werd gehouden wanneer men de goede en ietwat minder goede spellen uitbracht. Amusementswebsite IGN beweert echter dat Atari de markt gewoonweg veel te positief inzag en daarom de spellen overproduceerde, leidend tot de miljoenen onverkochte cartridges.

## Opgraving
Op 28 mei 2013 gaf de stad Alamogordo (in eerste instantie voor de duur van zes maanden) toegang tot de mogelijke dumplocatie aan het Canadese entertainmentbedrijf Fuel Entertainment en het Engels-Amerikaanse productiebedrijf Lightbox. Het opgraafonderzoek was onderdeel van een documentaire van de Microsofts Xbox-divisie (waaronder Xbox Live). Op 27 april 2014 werd bekendgemaakt dat er inderdaad Atari-games waren gevonden op de stortplaats, waaronder dozen met cartridges van de spellen E.T. Extra-Terrestrial en Centipede. Ook werd een oude joystick gevonden. De opgravingen kostten naar verluidt 50.000 Amerikaanse dollar. De documentaire verscheen in november 2014 onder de naam Atari: Game Over.
In november 2014 veilde de stad Alamogordo een aantal van de circa 800 opgegraven spellen op veilingwebsite Ebay voor een totaalbedrag van 37.000 Amerikaanse dollar (ca. 29.500 euro).